# Kurowo (powiat przasnyski)
Kurowo – wieś w Polsce położona w województwie mazowieckim, w powiecie przasnyskim, w gminie Krasne.
| SIMC    | Nazwa   | Rodzaj    |
| ------- | ------- | --------- |
| 0117311 | Kurówko | część wsi |

W latach 1975–1998 miejscowość należała administracyjnie do województwa ciechanowskiego.